# Giulio Sapelli
Giulio Sapelli (Turín, 11 de marzo de 1947) es un economista e historiador italiano, profesor de historia económica y de análisis cultural.
Impartió docencia e investigó en la London School of Economics and Political Science, en la Universidad de Barcelona y en la Universidad de Buenos Aires.
Presidió entre 2000 y 2001 la Fondazione Monte dei Paschi di Siena.
Ha sido destacado como el crítico más prominentes en Italia de los principios ordoliberales impulsados desde Alemania.